# Epipactis atrorubens
Heleborina rojo oscuro (Epipactis atrorubens (Hoffm. ex Bernh.) Besser 1826) es una especie de orquídea terrestre del género Epipactis. Se distribuyen en las zonas templadas del Oeste y Centro de Europa encontrándose en bosques y en espacios abiertos, con desarrollo bajo tierra, en suelos calcáreos, y a menudo en dunas húmedas cerca del mar.

## Descripción

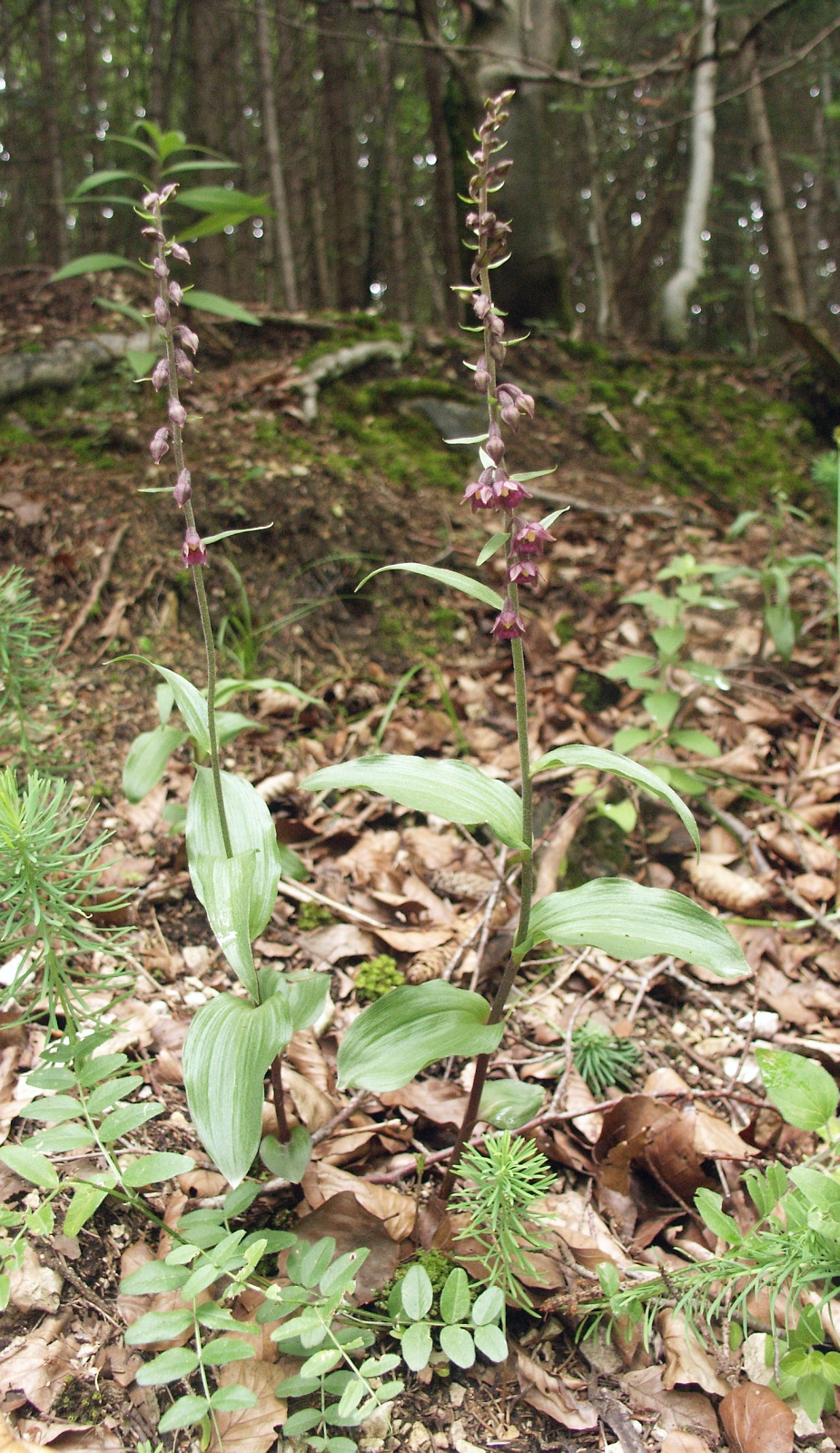
Epipactis atrorubens
plantas y hábitat

Todas estas especies tienen una dependencia muy fuerte en su simbiosis con su madeja de hifas. Algunas especies sin embargo han reducido sus hojas y necesitan menos clorofila. Violeta Heleborina (Epipactis viridiflora) puede sobrevivir sin clorofila. Estas formas se pueden reconocer por sus flores púrpura en vez de violeta.

Sus rizomas carnosos y rastreros, desarrollan renuevos, por lo que en la próxima primavera emerge un tallo de unos 20-70 cm de longitud, que puede ser glabro o pubescente.

Presentan de 3 a 10 Hojas de ovoideas a ovoide lanceoladas, alternas, que se desarrollan sucesivamente cada vez más cortas hasta cerca del extremo del tallo. Sus márgenes son enteros, el extremo picudo. Las especies con menos clorofila tienen hojas de color púrpura azulado.

La inflorescencia muy densa aparece a finales de Primavera y verano. El racimo consta de numerosas flores simétricas bilaterales con un atrayente colorido. Los 3 sépalos y los 2 pétalos laterales son ovoides y acuminados. Su color púrpura oscuro.

El labelo está dividido por un hipochilo con forma de bola, con la superficie externa de un púrpura verdoso más o menos oscuro y surcado con venas oscuras. El epichilo de un blanco nieve es ondulado con forma de abanico.

El ovario es infero. Produce una cápsula seca con incontables semillas diminutas.

## Hábitat

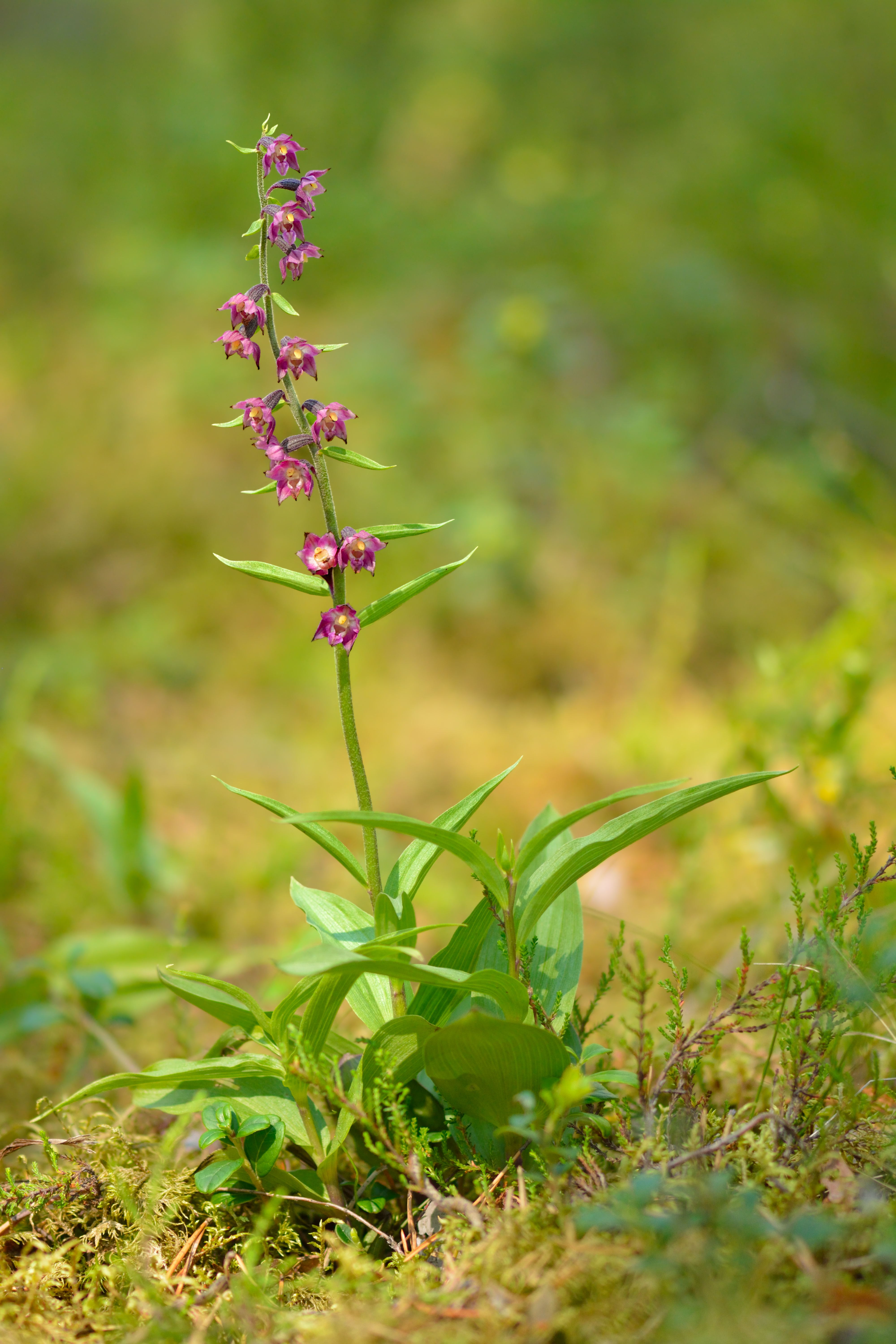
Epipactis atrorubens, planta.

Estas orquídeas se distribuyen en las zonas templadas y subtropicales de Europa encontrándose en bosques y en espacios abiertos, con desarrollo bajo tierra, en suelos calcáreos, y a menudo en dunas húmedas cerca del mar.
 Son plantas resistentes a la humedad y se pueden desarrollar en lugares muy húmedos.

## Taxonomía

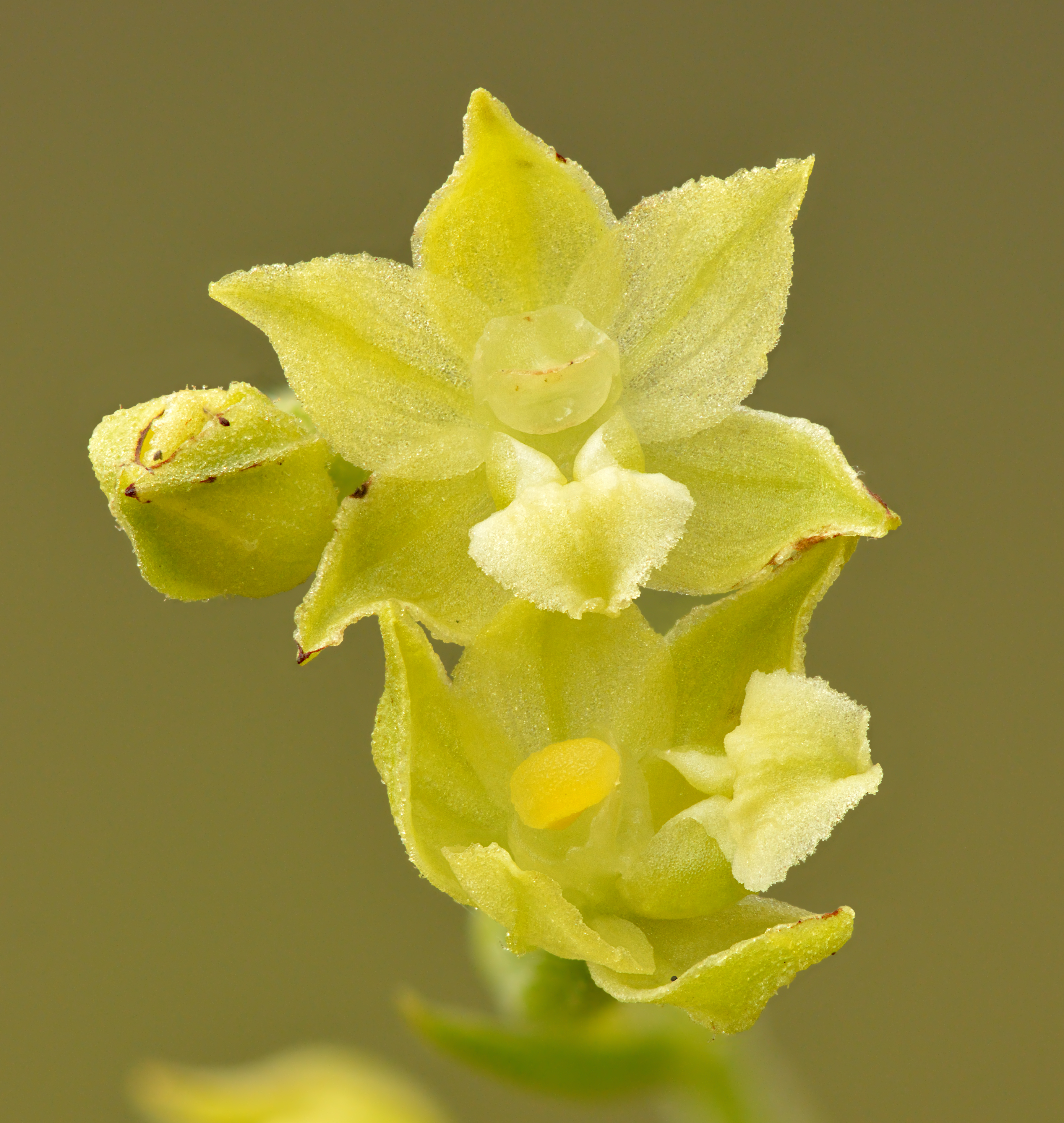
Forma verde amarillenta

Epipactis atrorubens fue descrita por (Hoffm. ex Bernh.) Besser y publicado en Prim. Fl. Galiciae Austriac. 2: 220. 1809.
Etimología
Ver: Epipactis
atrorubens: epíteto latino que significa "rojo oscuro"

Sinonimia
| - Serapias latifolia Hoffm. 1804 (Basionym) - Epipactis helleborine var. rubiginosa Crantz 1769 - Serapias latifolia O.F. Müll. 1780 - Serapias atrorubens (Hoffm.) Bernh. 1806 - Epipactis atropurpurea Raf. 1810 - Serapias sylvestris Murray ex Steud. 1821 - Epipactis latifolia var. rubiginosa (Crantz) Gaudin 1829 - Epipactis latifolia Less. 1834 - Epipactis media Fr. 1839 - Epipactis macropodia Peterm. 1841 - Epipactis rubiginosa (Crantz) Gaudin ex W. Koch 1844 - Limodorum rubiginosum (Crantz) Kuntze 1891 - Helleborine atrorubens (Hoffm.) Druce 1905 - Helleborine media (Fr.) Druce 1905 - Helleborine atropurpurea (Raf.) Schinz & Thell. 1908 - Helleborine rubiginosa (Crantz) Samp. 1913 - Amesia atropurpurea (Raf.) A. Nelson & J.F. Macbr. 1913 - Epipactis atrorubens ssp. borbasii Soó 1968 - Epipactis atrorubens ssp. triploidea Gelbr. & Hamel 1987 - Epipactis danubialis Robatsch & Rydlo 1989 - Epipactis atrorubens f. sirneensis Neirynck 1995 - Epipactis atrorubens ssp. danubialis (Robatsch & Rydlo) Ciocârlan & R. Rösler 2004 |

## Nombres comunes
- Español: "heleborina rojo oscuro", "heleborina púrpuraoscura", "heleborina real", "reina de aljezar"

## En Valpuesta (Burgos España)
- Foto de Epipactis atrorubens

- Datos: Q33194
- Multimedia: Epipactis atrorubens / Q33194
- Especies: Epipactis atrorubens